# Trevor Storton
Trevor George Storton (* 26. November 1949 in Keighley; † 23. März 2011 in Bradford) war ein englischer Fußballspieler und -trainer. Als Innenverteidiger bei den Tranmere Rovers ausgebildet, war er nach einem Intermezzo beim FC Liverpool als langjähriger Spieler des FC Chester (später „Chester City“) der späten 1970er und frühen 1980er bekannt.

## Sportlicher Werdegang
An der Seite des fast elf Jahre älteren Bruders Stan begann Trevor Storton beim Drittligisten Tranmere Rovers im Oktober 1967 nach Absolvierung der Schullaufbahn seine Karriere als Profifußballer. Im Monat darauf absolvierte er gegen den FC Reading (1:2) als rechter Außenverteidiger und zwei Tage später im Abwehrzentrum gegen Swindon Town (1:3) seine ersten beiden Ligaeinsätze. In der Innenverteidigung eroberte er sich ab der folgenden Saison 1968/69 ab Ende September 1968 einen Stammplatz und im Oktober desselben Jahres stand er erstmals gemeinsam mit seinem Bruder auf dem Platz. Fortan blieb er mit Ausnahme einer längeren Pause zwischen Dezember 1969 und September 1970 eine feste Größe in der Mannschaft. Besonders in der Saison 1971/72 agierte er auch in deutlich offensiveren Rollen und mit sechs Ligatreffern war er zweitbester Torschütze des Teams. Durch seine Leistungen fiel er Bill Shankly, Trainer des nahe gelegenen Erstligisten FC Liverpool, auf. Shankly war auf der Suche nach neuen Talenten, die ihn bei seinem Neuaufbau unterstützen sollten, und so einigte man sich im August 1972 für eine Ablösesumme von 25.000 Pfund auf ein Transfergeschäft.
Bereits kurz nach seiner Verpflichtung kam Storton im UEFA-Pokalrückspiel bei Eintracht Frankfurt (0:0) per Einwechslung für Tommy Smith zu seinem Pflichtspieldebüt für die „Reds“. Vier Tage später folgte der erfolgreiche Ligaeinstand gegen Leeds United (2:1), aber die künftigen Bewährungschancen blieben fortan rar. Obwohl er weiter in den frühen Europapokalrunden, die das Fundament für den späteren Titelgewinn legten, eingesetzt wurde, war offensichtlich, dass er Shanklys Anforderungen nicht entsprach und sich gegen Konkurrenten wie Larry Lloyd und Emlyn Hughes nicht durchsetzen konnte. Bis zum Ende der Saison 1973/74 bestritt er nur noch vier weitere Meisterschaftspartien und im Juli 1974 wechselte er drei Spielklassen tiefer zum Viertligisten FC Chester. Seine Zeit in Liverpool stufte Storton später trotzdem nicht als „verloren“ ein, da er nach eigenen Angaben besonders von der Erfahrung des Mannschaftskameraden und Linksverteidiger Ronnie Moran profitierte.
Von Anfang an stellte sich Storton als Glücksgriff für Chester heraus. Von 46 Ligaspielen verpasst er in der Saison 1974/75 nur eins, dazu kam ein 3:0-Erfolg im Ligapokal gegen den amtierenden Meister Leeds United. Am Ende wurde er nach dem Aufstieg in die Drittklassigkeit gleichsam von den eigenen Anhängern zum „besten Spieler“ als auch von der Spielergewerkschaft PFA in die Mannschaft der Saison gewählt. In insgesamt zehn Jahren für den Verein, der sich 1983 – ein Jahr nach dem Wiederabstieg in die vierte Liga – in „Chester City“ umbenannte, war Storton eine feste Konstante und in dieser Zeit blieb er weitgehend verletzungsfrei. Insgesamt absolvierte er 396 Meisterschaftsspiele und den Rekord von Ray Gill verfehlte er um nur zehn Partien – auf alle Wettbewerbe bezogen kam er auf 468 Pflichtspieleinsätze. Im November 1983 schlüpfte er nach dem Weggang von John Sainty kurzzeitig in die Trainerrolle, aber nach nur zwei Monaten folgte ihm John McGrath als neue „Dauerlösung“ nach. Storton empfand den Umstand später als sehr unglücklich, dass ihm mit nur mäßigem Spielermaterial nicht mehr Zeit zur Entwicklung gegeben worden war und bereits im folgenden Monat verließ er seinen langjährigen Klub ein wenig in Unfrieden.
Nächste längere Station war ab 1985 der in der Northern Premier League spielende walisische Verein Oswestry Town, bei dem er auf seinen ehemaligen Chester-Mannschaftskameraden Stuart Mason traf. Dort hatte Storton auch eine kurze Phase als Cheftrainer, bevor es ihn in der Saison 1986/87 in die Conference National zu Telford United verschlug. Mit Telford zog er 1988 und 1989 gleich zweimal in Serie ins Finale der FA Trophy ein und nach einer Niederlage gegen den FC Enfield siegte er beim zweiten Versuch im Wembley-Stadion gegen Macclesfield Town. Er war lange Kapitän des Teams und spielte bis zum Alter von knapp 40 Jahren in Telford.
Nächste Station war der FC Chorley, für den er zunächst als Assistent und später als Cheftrainer arbeitete, bevor er nach Yorkshire zurückkehrte und bei Frickley Athletic eine weitere Kotrainerstelle bekleidete. Zwischen 1997 und 2004 war er mit zwei Aufstiegen erfolgreicher Trainer von Bradford Park Avenue. Es folgten an der Seite von Neil Parsley eine Reihe weiterer Engagements bei unterklassigen Klubs und eine Arbeit unter Neil Aspin für Harrogate Town. Aspin verpflichtete ihn anschließend auch im Juni 2009 bei seiner Folgebeschäftigung für den FC Halifax Town.
Während Storton in Halifax unter Vertrag stand, wurde bei ihm Krebs diagnostiziert und am 23. März 2011 verstarb er an den Folgen seiner Krankheit.

## Titel/Auszeichnungen
- UEFA-Pokal (1): 1973
- FA Trophy (1): 1989